# Атеф Ебейд
Атеф Мухаммед Ебейд (араб. عاطف محمد عبيد; 14 квітня 1932 — 12 вересня 2014) — єгипетський політичний і державний діяч, прем'єр-міністр Єгипту у 1999—2004 роках.

## Життєпис
1955 року закінчив Каїрський університет, продовжив навчання в Іллінойському університеті, де 1962 року отримав звання доктора економічних наук. До приходу у владу Ебейд був професором MBA в Каїрському університеті.
В кабінеті Азіза Сідкі обіймав посаду міністра внутрішнього розвитку, а в уряді Камаля Ганзурі — посаду міністра планування.
1999 року очолив уряд. З 20 червня до 6 липня 2004 року виконував обов'язки президента Єгипту через госпіталізацію президента Хосні Мубарака у Німеччині. 14 липня того ж року Ебейд залишив пост прем'єр-міністра через зростання невдоволення з боку бізнесових кіл країни, які вимагали прискорення процесу приватизації державної власності.